# Enllaç C-U
Els compostos d'organourani (o compostos orgànics de l'urani) són compostos químics que contenen un enllaç químic entre carboni (C) i urani (U) (enllaç C-U).

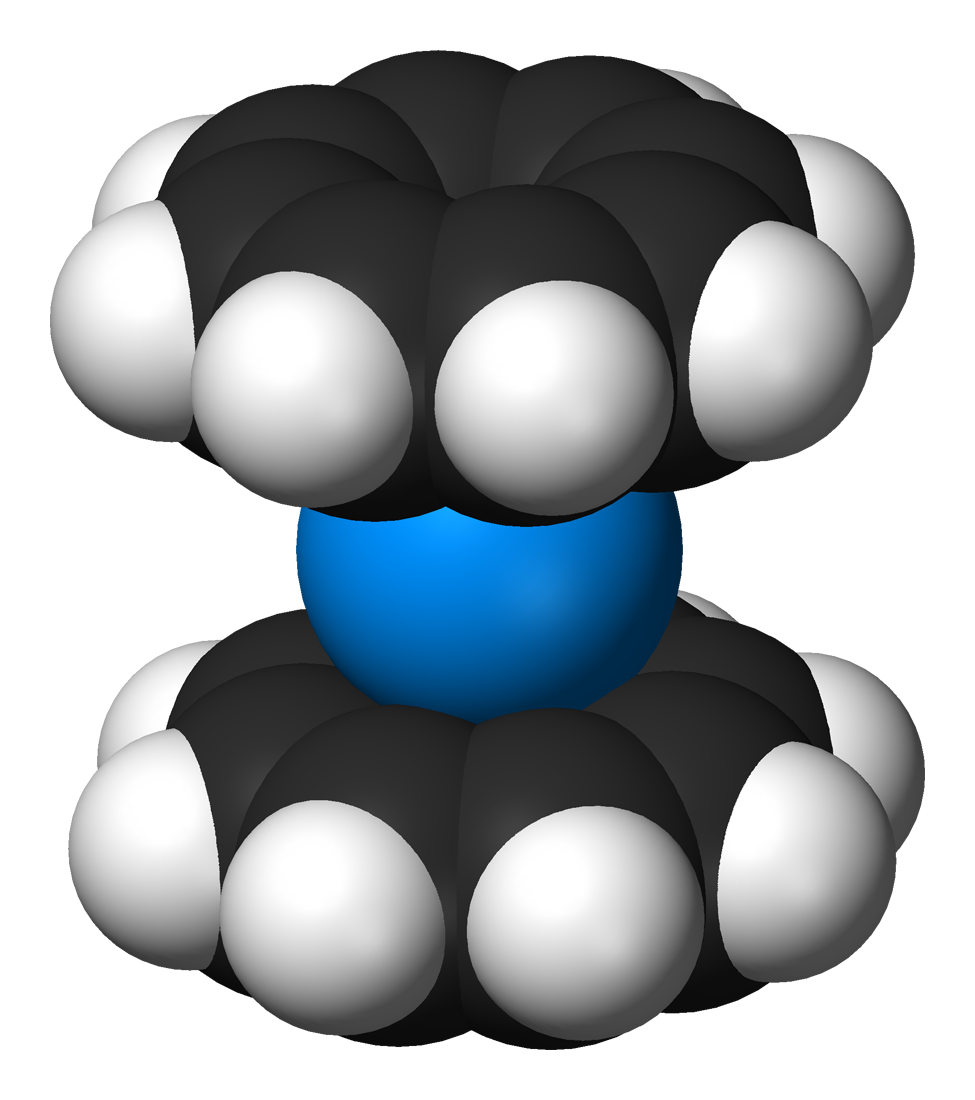
Uranocè

La química de l'organourani és la ciència que explora les propietats, l'estructura i la reactivitat dels compostos d'organourani. El camp és d'una certa importància per a la indústria nuclear i d'interès teòric en la química organometàl·lica.

## Història
El desenvolupament de compostos d'organourani va començar durant la Segona Guerra Mundial quan el Projecte Manhattan va requerir compostos d'urani volàtils per a la separació d'isòtops 235U/238U. Per exemple, Henry Gilman va intentar sintetitzar compostos com el tetrametilurani, i altres van treballar amb carbonils metàl·lics d'urani, però cap dels esforços va tenir èxit a causa de la inestabilitat de l'organourani.
Després del descobriment del ferrocè el 1951, Todd Reynolds i Geoffrey Wilkinson van sintetitzar el 1956 el metal·locè d'urani Cp₃UCl a partir de ciclopentadienur de sodi i tetraclorur d'urani com un compost estable però extremadament sensible a l'aire. En ell, l'enllaç U-Cl és un enllaç iònic, mentre que els enllaços amb els tres lligands ciclopentadienil (Cp) són covalents del tipus que es troben en compostos sàndvitx amb implicació dels orbitals atòmics 5f de l'urani .
Ernst Otto Fischer va descobrir el 1962 el tetraciclopentadienilurani Cp₄U per reacció de KCp amb UCl₄ (rendiment del 6%) com a compost estable a l'aire com a sòlid però no en solució. Un moment dipolar molecular zero i l'espectroscòpia IR van revelar que també era un compost sàndvitx amb urani en una geometria molecular tetraèdrica.
El 1970, Fischer va afegir Cp₃U a la llista de compostos organourani coneguts mitjançant la reducció de Cp₄U amb urani elemental.
L'any 1968, el grup d'Andrew Streitwieser va preparar el compost estable però pirofòric d'uranocè (COT)₂U, que té un àtom d'urani entre dos anions ciclooctatetraènid (simetria molecular D8h). Els orbitals f d'urani interaccionen substancialment amb els anells aromàtics de la mateixa manera que els orbitals d del ferrocè interaccionen amb els lligands Cp. L'uranocè difereix del ferrocè perquè els seus HOMO i LUMO es centren en el metall i no en els anells i, per tant, totes les reaccions impliquen el metall, donant lloc sovint a la ruptura lligand-metall.
Els uranocens mostren facilitat per reduir els compostos U(IV) a compostos U(III); en cas contrari són bastant poc reactius. Un parent proper que sí que té la reactivitat suficient, obtinguda per reacció de l'uranocè amb el borohidrur d'urani és el compost semi-sandvitx (COT)U(BH₄)₂ descobert l'any 1983 pel grup de M.J. Ephritikhine. Els compostos d'aquest tipus reaccionen de moltes maneres diferents, per exemple l'alquilació a l'urani amb reactius d'organoliti o la conversió a compostos sàndvitx híbrids.
Altres compostos d'organourani són uranocens invertits amb un lligand COT entre dos àtoms d'urani o compostos sandvitx d'urani amb lligands pentalè en lloc de lligands COT.

## Preparació
Els compostos d'organourani generalment es poden preparar per metàtesi d'halogenurs anhidres d'urani i altres compostos organometàl·lics:
UCl₄ + 4 KC₅ H₅ → U(C₅ H₅)₄ + 4 KCl
UCl₄ + 2 TlC₅ H₅ → (C₅ H₅)₂ UCl₂ + 2 TlCl